# Barman

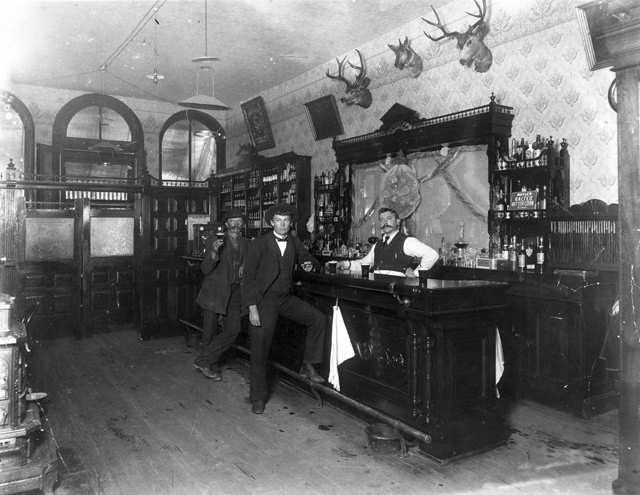
Vista del interior del Toll Gate Saloon, Black Hawk, Colorado.

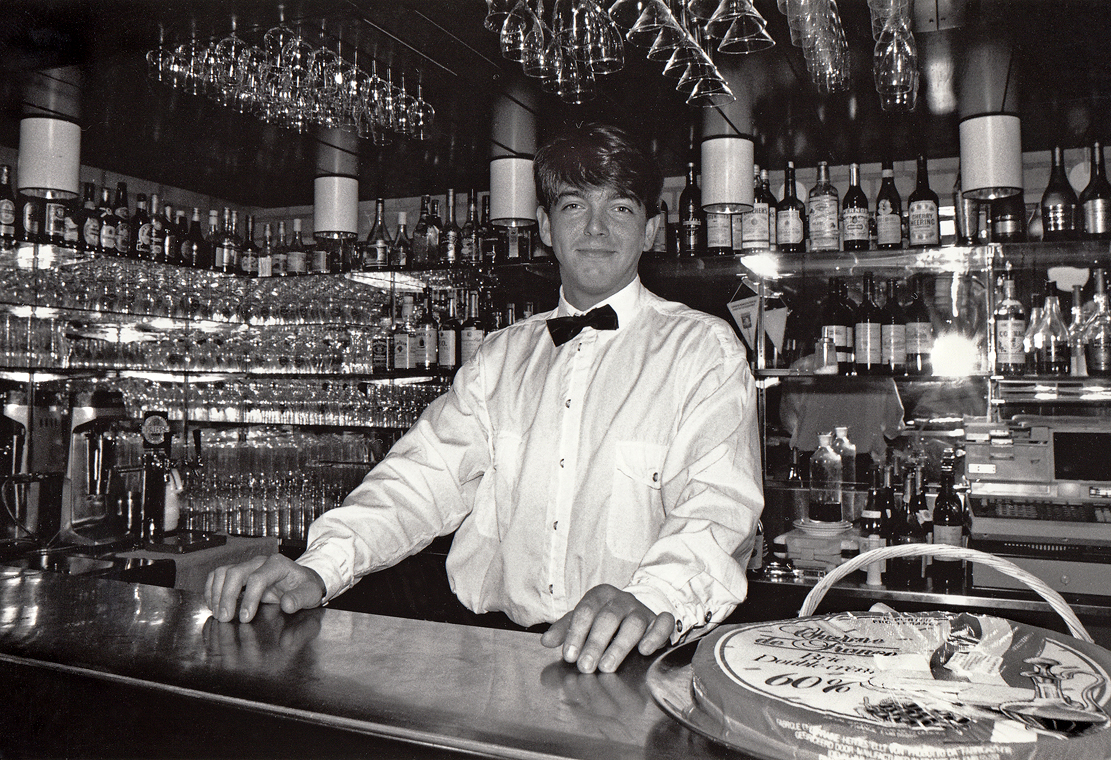
Barman. Skyline Hotell Malmö 1992.

Barman (del inglés barman 'hombre de la barra') es la persona que atiende a los clientes en la barra de un bar, cervecería, taberna, cantina o local de ocio.